# Lae (atoll)
Lae est un atoll et une municipalité de la chaîne de Ralik de l'État des Îles Marshall, comptant une population de 347 habitants en 2011. Les terres fermes réparties sur 20 îlots mesurent uniquement 1,2 km2, mais elles enserrent un lagon de 15 km2.

## Référence
- (en) Cet article est partiellement ou en totalité issu de l’article de Wikipédia en anglais intitulé « Lae Atoll » (voir la liste des auteurs).